# Molendoa seravschanica
Molendoa seravschanica là một loài rêu trong họ Pottiaceae. Loài này được Broth. & Györffy mô tả khoa học đầu tiên năm 1918.